# Veronica sobolifera
Veronica sobolifera är en grobladsväxtart som beskrevs av Barbara Gillian Briggs och Ehrend.. Veronica sobolifera ingår i släktet veronikor, och familjen grobladsväxter. Inga underarter finns listade i Catalogue of Life.